# Kinezyny

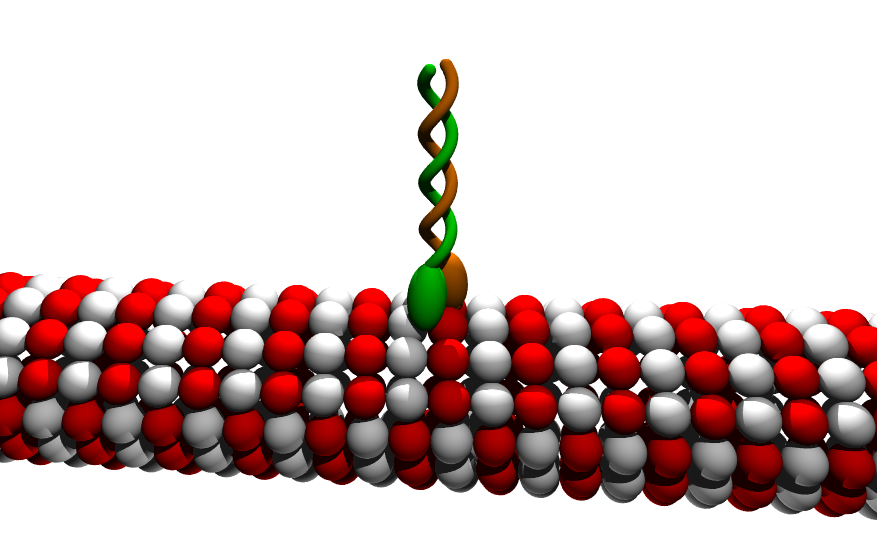
Dimer kinezyny wędruje po mikrotubuli w kierunku (+)

Kinezyny (gr. kinein – poruszyć) - rodzina białek motorycznych (tzw. białek kroczących) obecna w komórkach eukariotycznych, wykazująca powinowactwo do mikrotubul i mająca zdolność do poruszania się w kierunku ich dodatniego bieguna. Wraz z dyneinami, które poruszają się w kierunku końca ujemnego, biorą udział w wielu ważnych procesach zachodzących w komórce, m.in. podziale komórkowym, transporcie wewnątrzkomórkowym (transport pęcherzykowy, transport organelli) oraz poruszaniu się.

Podobnie jak wszystkie białka motoryczne, kinezyny są ATPazami, poprzez hydrolizę ATP uwalniają energię niezbędną do ruchu (zmiany konformacji).
Cząsteczka kinezyny ma masę ok. 360 kDa i długość ok. 80 nm.